# 小行星7071
小行星7071（英語：7071）是一颗围绕太阳公转的小行星。1995年1月28日，上田清二、金田宏在钏路市发现了此天体。
这颗小行星的绝对星等为86.69765773890036等。